# Illa Adelaida
L'Illa Adelaida o Illa Belgrano és una illa de l'Antàrtida, que es troba a l'Oceà Glacial Antàrtic, a l'oest de la Península Antàrtica, just al davant de la Península Arrowsmith, una mica al sud de cercle polar antàrtic i al nord de la Badia Margarida. L'illa fa uns 120 km de llarg, per 32 d'ample, per un total de 4.463 km² i 369 km de línia de costa. Està gairebé sempre coberta de gel permanent. La seva alçada màxima és de 2.317 m.
L'illa queda dins el sector reclamat per l'Argentina (Antàrtida Argentina), Xile (Territori Xilè Antàrtic) i el Regne Unit (Territori Antàrtic Britànic), tot i que aquestes reclamacions es troben suspeses (però no abandonades) pels estatuts del Tractat Antàrtic.

## Història
Va ser descoberta el 1832 per una expedició britànica encapçalada per John Biscoe. El primer reconeixement de l'illa el va fer l'expedició antàrtica francesa de 1908-1910 liderada per Jean Charcot.
L'origen del nom de l'illa és dubtós. Segons el British Antarctic Survey, Charcot havia anomenat l'illa terra d'Adélie per la gran quantitat de pingüins d'Adèlia (Pygoscelis adeliae) que vivien sobre les seves costes. Tanmateix, en el moment de l'expedició britànica a la Terra de Graham (1934-1937), és anomenada illa Adelaida. Se suposa que el primer descobridor, John Biscoe, l'havia anomenat així en honor de la reina Adelaida d'Anglaterra.
A les costes de l'illa s'hi troben les bases Rothera del Regne Unit, i les bases xilenes de Guesalaga i Carvajal.